# Carex hakonemontana
Carex hakonemontana är en halvgräsart som beskrevs av Katsuy. Carex hakonemontana ingår i släktet starrar, och familjen halvgräs. Inga underarter finns listade i Catalogue of Life.